# Denní hlídka (film)
Denní hlídka (rusky: Дневной Дозор) je ruský fantasy film. Premiéra v ruských a amerických kinech se uskutečnila 1. ledna 2006. Jde o pokračování filmu Noční hlídka z roku 2004, se kterým má totožné i hlavní postavy. Film je více založen na druhé a třetí části knihy Noční hlídka ruského spisovatele Sergeje Lukjaněnka než na knize Denní hlídka. Rozpočet filmu činil asi 4,2 milionu amerických dolarů.

## Děj
Začíná rok 2006. Od událostí filmu Noční hlídka uplynul víc než rok. Anton Goroděckij je stále členem Noční hlídky a stále bojuje ve skryté válce mezi Světlými a Temnými. Snaží se rozvíjet svůj vztah se Světlanou. Jeho syn Jegor je nyní Temný, Anton jej tajně sleduje a je nucen ničit důkazy o Jegorově vlivu na obyčejné lidi, aby Noční hlídka neměla záminku k Jegorově likvidaci. Tím ale zároveň porušuje Dohodu.
Aby Anton napravil svojí chybu, která odstartovala události popisované v Noční hlídce – před lety vyhledal čarodějnici, aby zabila ještě nenarozeného Jegora – snaží se najít Křídu osudu, která dokáže změnit historii. Křídu kdysi vlastnil velký válečník Tamerlán.
Vůdce Temných a šéf Denní hlídky Zavulon čeká na Jegorovy narozeniny. V tento den se Jegor stane Velkým Jiným a získá moc, která Temným umožní ignorovat Dohodu a získat pro svou stranu rozhodující převahu (Dohoda je dodržována především proto, že síla obou stran je přibližně vyrovnaná a válka by tak skončila oboustranným zničením). Zavulon je sice vděčný, že Anton kryje Jegora, to mu ale nebrání v tom, aby jej obvinil z vraždy a porušení Dohody a dostal jej před Inkvizici. Geser reaguje tím, že Antonovi s Olgou dočasně vymění těla. Zatímco Anton je v Olžině těle, Světlana se mu (v domnění, že mluví s Olgou) svěřuje se svými city. To posune jejich vztah na vyšší úroveň, i když Světlana je samozřejmě nejprve naštvaná, když zjistí, co se stalo.
Antonovi se podaří získat Křídu osudu z úkrytu v středoasijské kavárně v centru Moskvy a přivolá Jegora. Vzájemná debata se vyvíjí dobře, i když Jegor se netváří zrovna přesvědčeně na Antonův návrh, že pomocí Křídy napraví to, co kdysi provedl Jegorově matce. Anton jde poté objednat jídlo. Mezitím ovšem volá Světlana. Jegor vezme telefon, a když zjistí, kdo volá, vztekle odpoví "Má rodinu. Už mu nevolejte." Praští telefonem, vezme Křídu a odejde. Křídu přinese Zavulonovi. Ten se jí ale nemůže dotknout, ani jí nemůže nijak využít, protože by šlo o přímé porušení Dohody, předá jí tedy své služebnici Alise, aby s ní udělala, co sama uzná za vhodné. Zavulon ovšem tuší, co Alisa s Křídou udělá a počítá s tím ve svých plánech.
Nedlouho poté nastává den Jegorových narozenin. Na oslavu do věže Ostankino přichází většina Temných (někteří z nich jsou ruské popové hvězdy). Anton pronikne na párty také, aby odhalil pravého pachatele vraždy, ze které byl obviněn - je to Kosťův otec, který se chtěl pomstít za smrt svého syna. Anton ale nezabrání jiné pohromě: na párty za ním dorazí Světlana, která o něj má mezi tolika Temnými obavy. Dojde ke konfliktu mezi ní a Jegorem. Světlana se sice snaží vycouvat, Jegor jí ovšem vyprovokuje a když jej Světlana (víceméně nechtěně) udeří a zraní, Zavulon to interpretuje jako porušení Dohody a získá tak záminku k vyhlášení války Světlým.
Jegor, nyní Velký Jiný, rozpoutá v Moskvě apokalypsu. Přitom zabije většinu hostů na párty ve věži a Světlanu oslepí. Město je téměř zničeno, v troskách bojují zbylí Temní a Světlí. Anton, který přežil počáteční explozi, narazí na Alisu, která se pokouší s pomocí Křídy oživit svou lásku, Kosťu. To se jí však nedaří, protože její činy nebyly příčinou Kosťovy smrti. Křída dokáže změnit pouze minulá rozhodnutí toho, kdo jí právě používá. Anton přesvědčí Alisu, že když mu předá Křídu, dokáže změnit minulost a zabránit zničení Moskvy. Vzápětí se ale Anton dostane do střetu mezi Jegorem a Světlanou. Oba o něj svádějí neúprosnou bitvu, ve které ho málem zabijí. V poslední chvíli jej zachrání Geser. Anton spěchá zničenou Moskvou na místo, kde kdysi vyhledal čarodějnici, což nastartovalo běh událostí, které vyvrcholily probíhající apokalypsou. Zde napíše na zeď NE. Moskva se vrací do normálního stavu.
Opět jsme v roce 1992. Anton si tentokrát rozmyslí svoje rozhodnutí a nabídku čarodějnice odmítne. Když odchází, potká venku Světlanu. Zpovzdálí je sledují Zavulon a Geser, zvědaví, zda se navzájem poznají, přestože se v této časové linii zatím nesetkali. Geserova předpověď se ukáže správná, Anton ve Světlaně pozná spřízněnou duši, i když neví, o koho jde. Odejdou společně.

## Obsazení
| Konstantin Chabenskij | Anton Goroděckij                   |
| Vladimír Meňšov       | Geser, čaroděj, šéf Noční hlídky   |
| Marija Porošina       | Světlana                           |
| Galina Ťjunina        | Olga, čarodějka                    |
| Viktor Veržbickij     | Zavulon, čaroděj, šéf Denní hlídky |
| Jurij Kucenko         | Ignat                              |
| Alexej Čadov          | Kosťa, upír                        |
| Valerij Zolotuchin    | Kosťův otec, upír                  |
| Dmitrij Martynov      | Jegor                              |
| Marija Mironova       | Jegorova matka Irina               |
| Alexej Maklakov       | Semjon                             |
| Rimma Markova         | Darja, čarodějka                   |
| Ilja Lagutěnko        | Andrej, upír                       |
| Žanna Friske          | Alisa                              |
| Ilja Lagutěnko        | Andrej, upír                       |
| Alexandr Samojlenko   | Ilja, Medvěd                       |
| Nikolaj Oljalin       | inkvizitor                         |